# Sawyerville
Sawyerville – wieś w Stanach Zjednoczonych, w stanie Illinois, w hrabstwie Macoupin.